# 天津增卅一
天鵝座56，又名BD+43 3739，HD 198639、SAO 50121、HR 7984，是天鵝座的一颗恒星，视星等为5.04，位于銀經84.29，銀緯0.03，其B1900.0坐标为赤經20h 46m 31.7s，赤緯+43° 0.03′ 57″。